# Peter Sprague
Peter Tripp Sprague (Cleveland (Ohio), 11 oktober 1955) is een Amerikaanse jazzgitarist, producent, componist, audiotechnicus en schrijver. Hij is eigenaar van SpragueLand Studios en het label SBE Records. Hij vond een twin-neck gitaar uit met een hals van een klassieke gitaar en een hals van een akoestische gitaar met stalen snaren. Sprague studeerde bij gitarist Pat Metheny, Madame Chaloff en klassieke gitarist Albin Czak en speelde bij Chick Corea, Hubert Laws, Larry Coryell, David Benoit en Sérgio Mendes. Hij heeft meer dan 190 opnames geproduceerd of gespeeld. Hij heeft muziekboeken gepubliceerd, waaronder enkele van zijn transcripties van zijn muziek en heeft songboeken getranscribeerd voor Chick Corea. Hij componeerde en speelde een gitaarconcert met het Grossmont Symphony Orchestra in mei 2000 en met de San Diego Symphony in mei 2002 en trad een aantal keren op in Jazz at Lincoln Center in New York. Hij toerde in Europa en Japan met zangeres Dianne Reeves. Sprague heeft lesgegeven aan het Musicians Institute, California Institute of the Arts en het jazzkamp van de University of California, San Diego. In een recensie uit 1984 voor de Los Angeles Times noemde jazzcriticus Leonard Feather Sprague een van de opkomende grote gitaristen.

## Biografie
Peter Sprague werd geboren in Cleveland, Ohio in 1955. Zijn familie verhuisde regelmatig en vestigde zich in 1961 in Del Mar, Californië, waar hij verliefd werd op surfen. Hoewel zijn ouders jazzfans waren, was hij meer geïnteresseerd in The Beatles, Jimi Hendrix en Crosby, Stills en Nash, toen hij op 12-jarige leeftijd de gitaar oppakte. Drie jaar later besteedde hij meer aandacht aan de jazzcollectie van zijn ouders en begon hij gitaarles te nemen. Samen met zijn broer Tripp en drie andere muzikanten vormde hij het Minor Jazz Quintet. Hij ging naar de San Dieguito High School in Encinitas en de Interlochen Arts Academy in Michigan.
In 1976 verhuisde hij naar Boston om te studeren bij klassiek gitarist Albin Czak. Hij kreeg lessen van Pat Metheny, die hij als zijn voorbeeld beschouwt. Hij keerde terug naar Del Mar in 1978 en vormde het Dance of the Universe Orchestra met Tripp, John Leftwich, Kelly Jacoy en Kevyn Lettau. Ze namen het album You Make Me Want to Sing op. Tijdens het opnemen met Charles McPherson op zijn album Free Bop! (Xanadu Records, 1978), trok Sprague de aandacht van Xanadu Records, dat hem een contract voor vier albums aanbood. Chick Corea nodigde hem uit voor een concertreeks tijdens een vakantieweekend in Disneyland. Corea prees de transcripties van Sprague van zijn Elektric Band. Spragues affiniteit met Latin muziek leidde tot een reünie met Kevyn Lettau en haar man, jazz percussionist Michael Shapiro. Dat leidde tot het spelen van Sprague met Sérgio Mendes. Eind jaren 1980 trad hij toe tot de band van pianist David Benoit, met wie hij in drie jaar tijd twee albums opnam en uitgebreid toerde door de Verenigde Staten, de Filipijnen en Japan.
Hij trouwde in 1991 met Stefanie Flory. Toen hun dochter twee jaar later werd geboren, verliet hij de Benoit-band om dichter bij huis te blijven. Al geruime tijd was hij geïnteresseerd in componeren, opnemen en produceren, en  - geïnspireerd door Jimi Hendrix' (een van zijn helden) Electric Lady Land Studios in Greenwich Village - creëerde hij SpragueLand Studios, een opname- en productiestudio in zijn huis. Afgezien van zijn werk, neemt hij op en ontwerpt en produceert hij albums voor muzikanten in verschillende genres. In het voorjaarsnummer van The Ocean magazine zei hij: 'Mijn vrouw en dochter houden me op de been. Ik zou die connectie niet hebben als ik constant onderweg was of in een andere stad woon. Leucadia is mijn thuis. Ik vind het geweldig hier. Ik kan over straat lopen en binnen enkele minuten surfen op uitstekende golven, thuiskomen, douchen, uitstekende muziek opnemen, terwijl ik volop geniet van mijn familie, zonder een beat te missen. Hoeveel heeft een mens nodig? Dit doet het voor mij'.
Hij speelt in de band Blurring the Edges met zijn broer Tripp op saxofoon en fluit en zijn vader Hall Sprague op percussie. Hij werkte samen met pianist Geoffrey Keezer en zangeres Dianne Reeves. Met de San Diego Symphony speelde hij zijn gitaarconcert. Hij startte het platenlabel SBE Records. Onze filosofie, legt Sprague uit, gaat als volgt: 'meestal willen mensen een financiële moord plegen op hun artistieke inspanningen. Meestal, vooral als het artistiek is, zal dit nooit gebeuren. Alleen al het project doen is ontzettend leuk en ons idee is om genoeg cash te maken om het nog een keer te doen. Richt laag genoeg om de balans op te maken en dan de geest van de onrust te bevrijden zodat je het proces kunt ervaren. Zen en de kunst van de platenindustrie'.
Het Peter Sprague String Consort combineert vier strijkers (Bridget Dolkas en Jeanne Skrocki op viool, Pam Jacobson op altviool en Lars Hoefs op cello) met zichzelf op gitaar, samen met frequente oude medewerkers Duncan Moore (drums) en Bob Magnusson (bas). Voor band heeft hij fusionstukken gecomponeerd, die elementen uit klassieke, jazz en Amerikaanse folk combineren, en bracht hij het album The Wild Blue (2009) uit. In 2010 won hij een Chamber Music America-beurs om een nieuw groot stuk te componeren. Hij koos ervoor om het te componeren voor het String Consort en voltooide het in 2011 met de titel Dr. Einstein's Spin. Op 2 december 2011 had de band zijn première in San Diego, waar de lokale jazzcriticus Robert Bush het als derde beoordeelde onder zijn top vijftien favoriete concerten van het jaar. Dezelfde criticus bezorgde het album de eerste plaats in de Top 10 SD Jazz Releases van 2013. Zijn album Dream Walkin' (2015) met zanger Leonard Patton werd genomineerd voor «Best Jazz Album 2015» door San Diego Music Awards.
In 1985 aanvaardde Sprague onderwijsposities aan zowel het Musicians Institute (Hollywood) als het California Institute of the Arts (Los Angeles) en doceerde drie jaar lang studenten van over de hele wereld. Verbindingen op die scholen bezorgden hem een baan van twee jaar, waar hij naar Buenos Aires, Argentinië zou vliegen, een paar weken concerten zou geven en vervolgens les zou geven in een muziekkamp in Las Lenas. Hij verzamelde het materiaal dat hij had gemaakt en verzameld voor zijn lessen en publiceerde het theorieboek The Sprague Technique. Vervolgens putte hij uit de vele transcripties die hij in de loop der jaren voor zichzelf had gemaakt om verschillende songbooks te publiceren van zowel zijn eigen solo's als de solo's van enkele van zijn favoriete andere jazzmuzikanten.

## Onderscheidingen
| Jaar | Award                                    | Organisatie            |
| ---- | ---------------------------------------- | ---------------------- |
| 2015 | Lifetime Achievement Award               | San Diego Music Awards |
| 2013 | Top 10 SD Jazz Releases of 2013          | NBC 7 San Diego        |
| 2011 | International Top Ten Jazz Releases 2011 | San Diego Reader       |
| 2007 | Best Jazz Artist                         | San Diego Music Awards |
| 2004 | Best Jazz Artist                         | San Diego Music Awards |
| 2003 | Best Jazz Artist of 2003 (poll)          | San Diego Reader       |
| 2000 | Best Mainstream Jazz Artist              | San Diego Music Awards |
| 2000 | Best Jazz Artist of 2000 (poll)          | San Diego Reader       |
| 1994 | Best Pop Jazz Group (Blurring the Edges) | San Diego Music Awards |
| 1988 | Best of 1988—Musicians' Choice           | San Diego Entertainer  |
| 1988 | Best of 1988—Best Local Musician         | San Diego Reader       |
| 1986 | Best of 1986—Best Jazz Act               | San Diego Entertainer' |
| 1984 | Best of 1984                             | San Diego Newsline     |

- Bibliothèque nationale de France: cb14229295q (data)
- International Standard Name Identifier: 0000 0003 9055 5298
- MusicBrainz: ab24b220-e21c-4817-bad4-64387f810463
- Nederlandse Thesaurus van Auteursnamen: 10082157X
- Virtual International Authority File: 284180887